# Rhadinaea macdougalli
Espèce
Statut de conservation UICN

 DD  : Données insuffisantes
Rhadinaea macdougalli  est une espèce de serpents de la famille des Dipsadidae.

## Répartition
Cette espèce est endémique du Mexique. Elle se rencontre dans les États d'Oaxaca et du Veracruz.

## Étymologie
Cette espèce est nommée en l'honneur de Thomas Baillie MacDougall (1896–1973).

## Publication originale
- Smith & Langebartel, 1949 : Notes on a collection of reptiles and amphibians from the Isthmus of Tehuantepec. Journal of the Washington Academy of Sciences, vol. 39, p. 409-416 (texte intégral).